# Carassius auratus

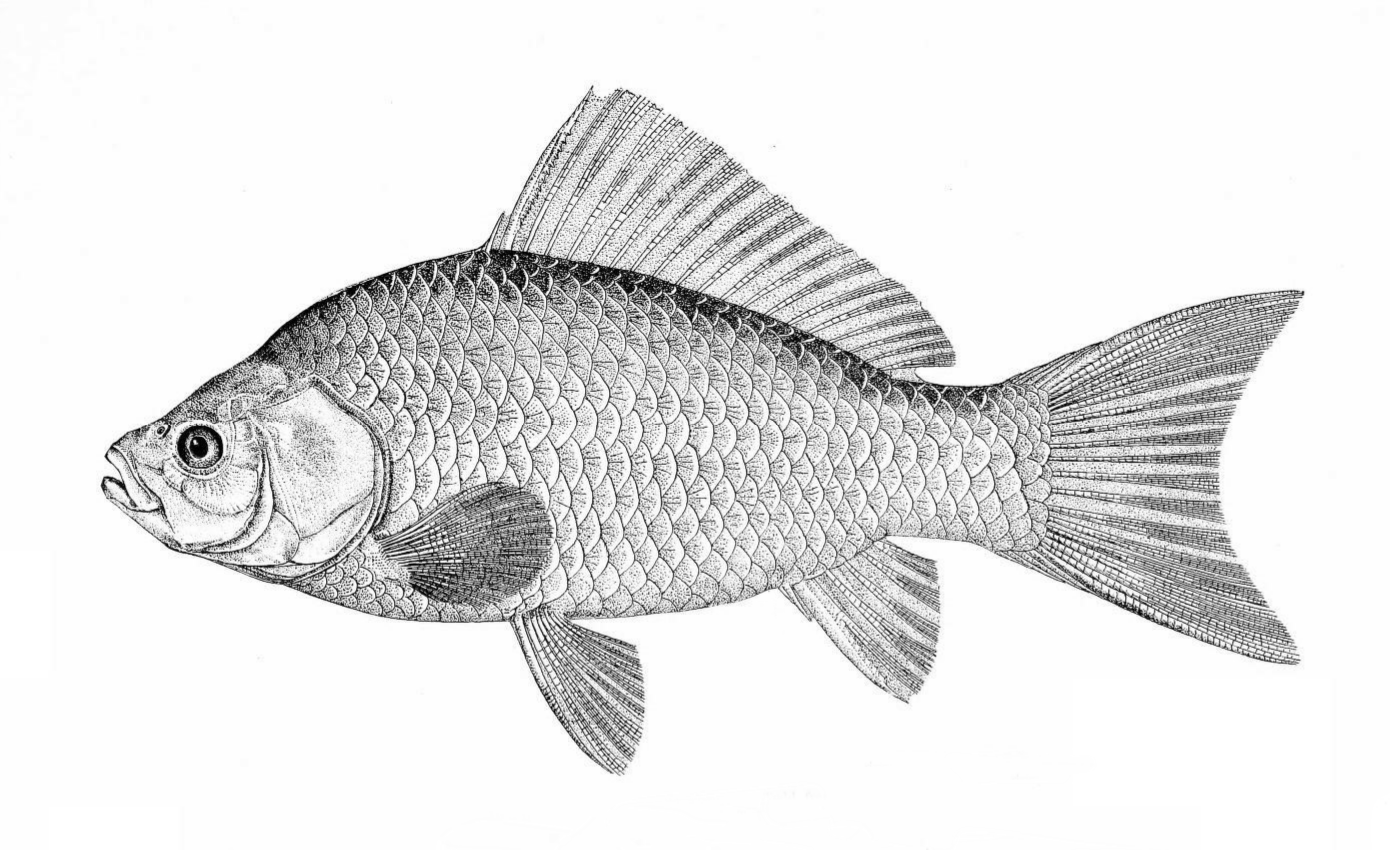
Carassius auratus

El pez dorado (Carassius auratus) también conocido como tres colas, carpa dorada o carpín dorado, es la versión doméstica de la carpa de río china,  una especie de pez de agua dulce de la familia Cyprinidae. Se empezó a criar en cautividad hace unos dos mil años, siendo una de las especies de pez domésticas más antiguas y actualmente es el líder de acuario en agua fría y dulce.

## Historia
En la antigua China, varias especies de carpas (colectivamente conocidos como «carpas asiáticas») fueron  domesticadas y han sido criadas como  pescado para consumo humano por miles de años. En el caso del carpín dorado, que normalmente es de coloración gris o amarronado, suelen aparecer espontáneamente mutantes que tienen una tendencia a tonarse con un color rojo, naranja o amarillo, lo que fue registrado por primera vez en la dinastía Jin (265-420).  Durante la Dinastía Tang (618-907), era popular criar carpas en estanques ornamentales y jardines acuáticos fundamentalmente de los templos budistas. Una mutación genética natural provocó una coloración dorada (realmente amarillento o anaranjado) en lugar de coloración amarronada en unos carpines. La gente comenzó a criar la variedad oro en lugar de la variedad salvaje amarronada, manteniéndolas en estanques u otros cuerpos de agua, donde libre de depredadores fue fijándose ese nuevo color. En ocasiones especiales en las que se esperaban invitados, los peces podían ser movidos a un contenedor mucho menor.
 En la dinastía Nan Song (1127-1279) aparecen en algunos peces los colores rojo y blanco (sarasa) y totalmente blanco nacarado los que son fijados por los criadores. En la dinastía Ming (1368-1644) se desarrolla en China los acuarios de cerámica, pudiendo entonces los peces vivir y ser criados en pequeños recipientes donde no es tan importante la velocidad de natación. En los primeros años de esta dinastía se fijan las variedades de doble cola, de cuerpo redondeado y de falta de aleta dorsal. Seguidamente (1590-1600) aparecen las variedades de ojos telescópicos y los colores cálico y de escamas transparentes. Durante la dinastía Ching (1644-1911) se desarrollan las variedades celestial, oranda, cabeza de tigre, burbuja, pom-pom, perlados, bronce y azul.
En 1603 los peces dorados pasan a Japón donde, además de criarse muchas de las variedades chinas, se producen muchos otros híbridos y se desarrollan las variedades Jikin y Ranchu entre otras. En 1728 estos peces llegan a Europa a través de comerciantes holandeses y rápidamente se distribuyen en occidente.

## Reproducción
El pez dorado alcanza la madurez sexual a los cuatro o cinco meses, siendo más habitual a los ocho meses. Se reproducen fácilmente en cautividad, sobre todo en entornos de estanque. Los machos persiguen a las hembras, empujándolas contra las plantas acuáticas lo que las lleva a la liberación de sus huevos. 
Los peces dorados, como todos los ciprínidos, son ovíparos. Sus huevos son incoloros y se adhieren a las paredes. Los huevos eclosionan entre cuarenta y ocho y setenta y dos horas dependiendo de la temperatura del agua, siendo lo ideal unos 20° a 25° grados, pudiendo incluso recibir sol directo y obviamente, ajustarse a la temperatura del estanque, más fría de noche y cálida durante el día.

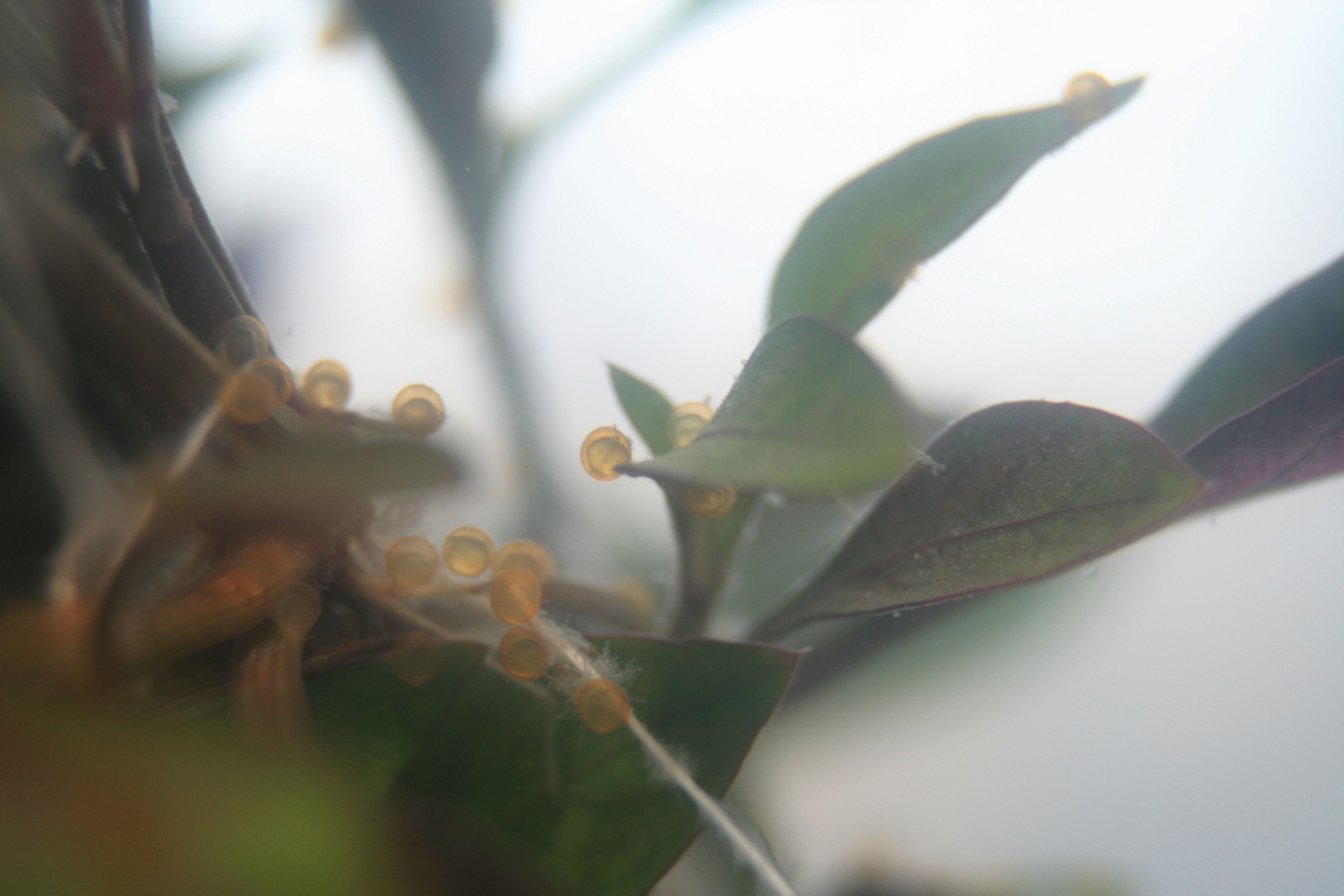
Huevos

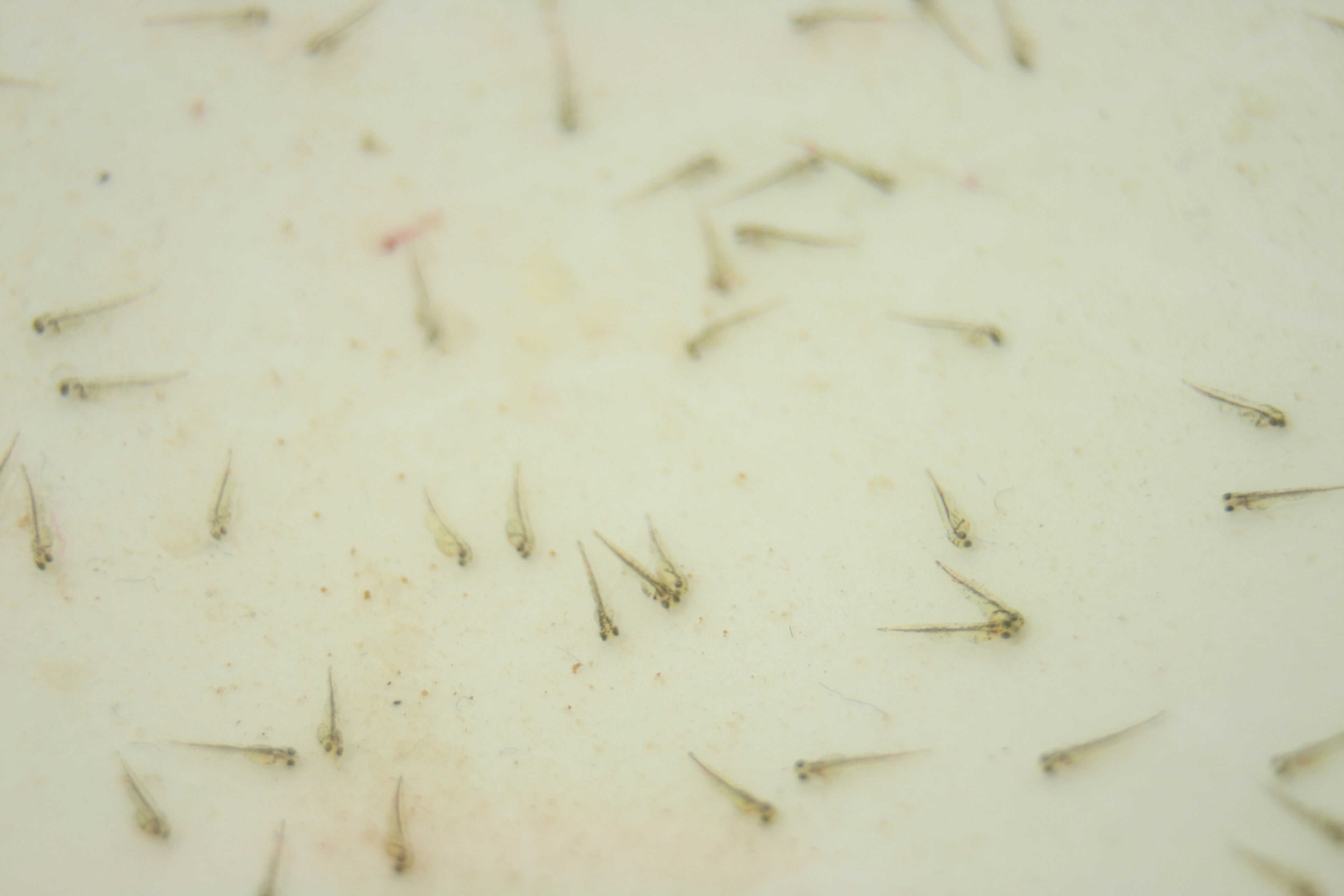
Crías ya nacidas de un carpín (Var. Ryukin)

## Coloración

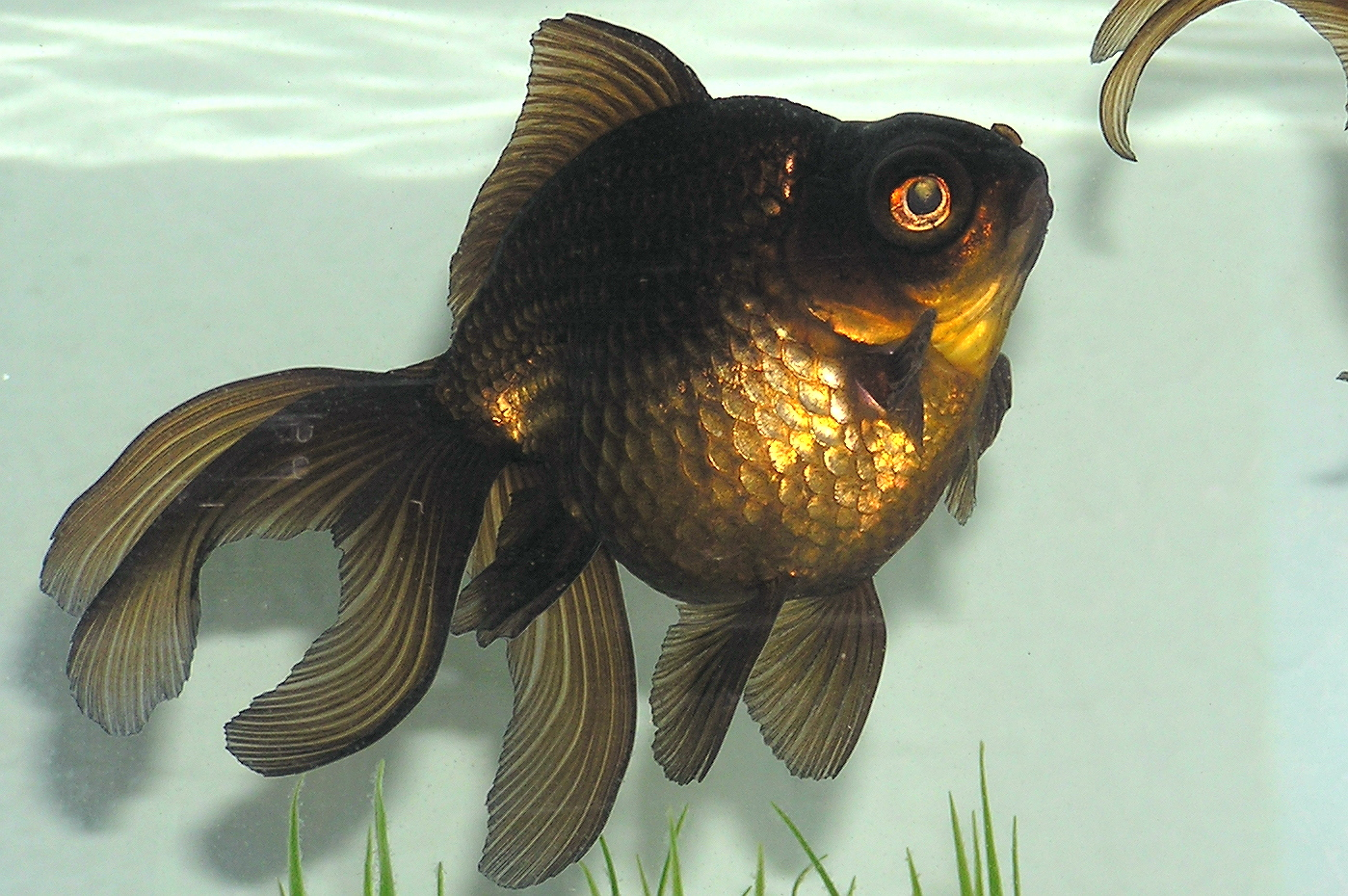
Un carpín de la variedad telescópica negra

Mediante selección se ha desarrollado en un carpín dorado  diferentes coloraciones las que tienen que ver con la presencia de los diversos pigmentos de la piel y las características de las escamas. En la piel de estos peces tenemos pigmentos amarillos, rojos y negros, los que combinados dan el color amarronado característico de los peces salvajes. En algunos peces faltan los pigmentos negros, resultando entonces rojos, naranjas o amarillos dependiendo de la proporción de los otros pigmentos. Los peces negros se caracterizan por no tener pigmentos rojos y amarillos sino solamente negro. En los peces blancos faltan los tres pigmentos. Otra cosa que afecta la coloración de los peces es la presencia de cristales de guanina en la parte inferior de las escamas. En los peces que falta la guanina las escamas son transparentes, siendo los colores más tenues
Existen colores uniformes: negro, blanco, rojo, dorado, azulado, púrpura, amarillo y albino. También hay peces de dos colores: sarasa (rojo y blanco) y panda (blanco y negro). Por último hay peces de varios colores como el cálico: sobre base azulada, se distribuyen manchas rojas y naranjas y sobre estos colores hay un salpicado de negro. 
El color o colores de estas carpas no son definitivos, los cambios pueden deberse al proceso natural de crecimiento, por ejemplo pueden nacer de color gris e ir cambiando a rojo con la madurez. Pero el cambio de color también puede deberse a diversos factores como el ambiental, lumínico, alimentario o el de la salud.

## Cría

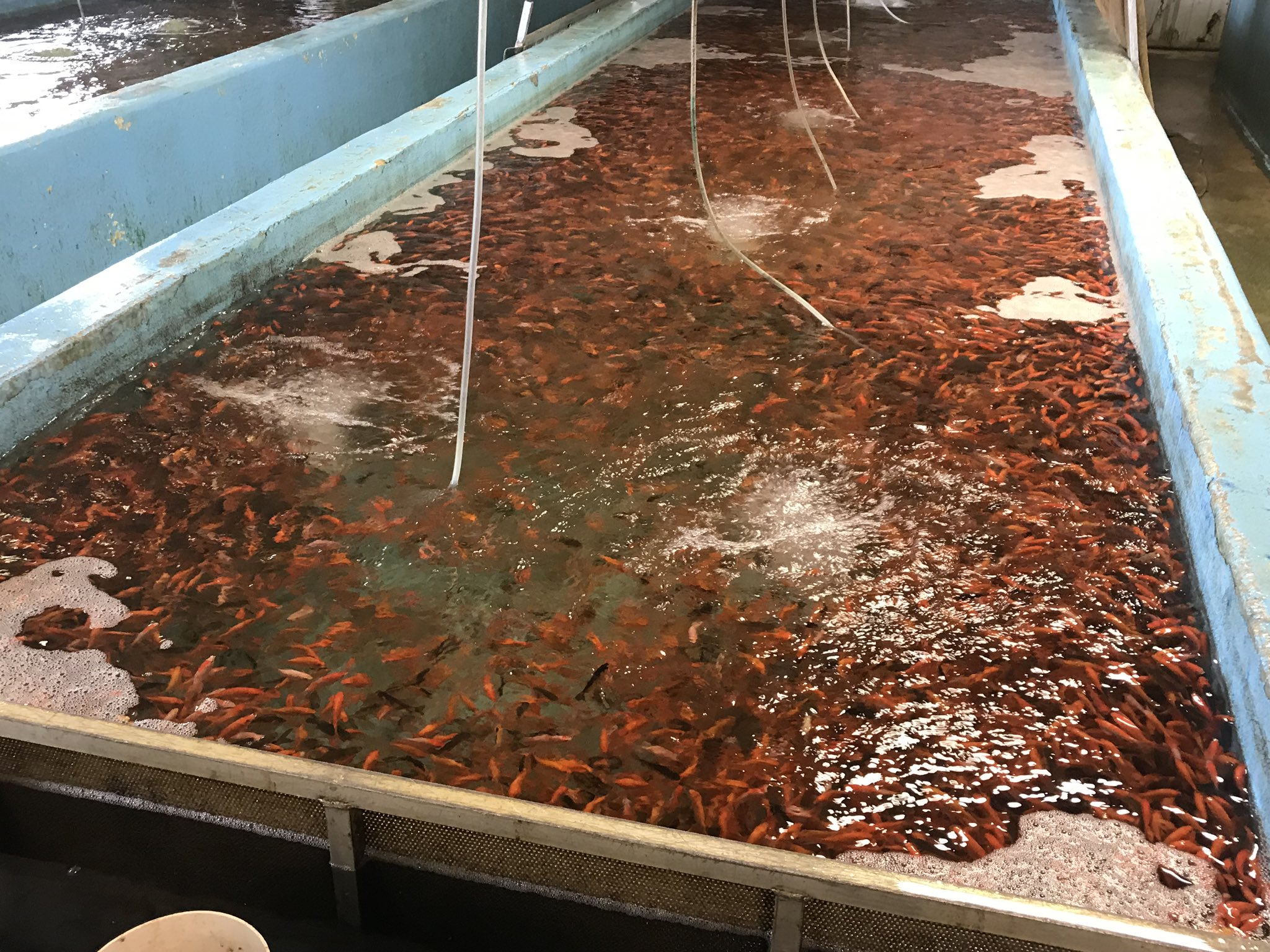
Pool Fisheries, una granja de peces de colores en Lonoke, Arkansas.

### En acuarios
Como la mayoría de las especies de la familia de las carpas, las carpas doradas producen una gran cantidad de desechos tanto en sus heces como a través de sus branquias, liberando sustancias químicas nocivas en el agua. La acumulación de estos desechos hasta niveles tóxicos puede producirse en un periodo de tiempo relativamente corto, y puede causar fácilmente la muerte de un pez de colores. Para las variedades común y cometa, cada carpa dorada debe tener alrededor de 75 l de agua. Los peces de colores más pequeños deberían tener unos 38 l por pez. La superficie del agua determina cuánto oxígeno se difunde y disuelve en el agua. Una regla general es tener 0.1 m2 por pez. La aireación activa mediante una bomba de agua, filtro o fuente aumenta eficazmente la superficie de agitación.
El pez dorado está clasificado como pez de agua fría, y puede vivir en acuarios sin calefacción a una temperatura confortable para el ser humano. Sin embargo, los cambios bruscos de temperatura, por ejemplo en un edificio de oficinas en invierno cuando se apaga la calefacción por la noche, pueden matarlos, sobre todo si el acuario es pequeño. También hay que tener cuidado al añadir agua, ya que la nueva puede tener una temperatura diferente. Las temperaturas inferiores a 10 °C son peligrosas para las variedades elegantes, aunque las comunes y las cometas pueden sobrevivir a temperaturas ligeramente inferiores. Las temperaturas extremadamente altas (más de 30 °C) también pueden dañar a los peces de colores. Sin embargo, las temperaturas más altas pueden ayudar a combatir las infestaciones de protozoos al acelerar el ciclo vital del parásito, eliminándolo así más rápidamente. La temperatura óptima para los peces de colores oscila entre 20 °C y 22 °C.
Como a todos los peces, a las carpas doradas no les gusta que las acaricien. De hecho, tocarlos puede poner en peligro su salud, ya que puede dañar o eliminar la capa de baba protectora y exponer su piel a infecciones bacterianas o de parásitos acuáticos. Sin embargo, los peces de colores responden a las personas saliendo a la superficie a la hora de comer, y se les puede adiestrar o aclimatar para que tomen bolitas o copos de los dedos humanos. La fama de que los peces de colores mueren rápidamente se debe a menudo a un mal cuidado. La vida útil de los peces de colores en cautividad puede extenderse más allá de los 10 años.
Si se dejan en la oscuridad durante un periodo de tiempo, los peces de colores cambian gradualmente de color hasta volverse casi grises. Los peces de colores producen pigmento en respuesta a la luz, de forma similar a como la piel humana se broncea al sol. Los peces tienen unas células llamadas cromatóforos que producen pigmentos que reflejan la luz y dan color al pez. El color de un pez dorado viene determinado por su dieta, la calidad del agua y la exposición a la luz, junto con la edad y la salud.
Debido a que las carpas doradas comen plantas vivas, su presencia en un acuario puede ser problemática. Sólo unas pocas especies de plantas de acuario, como Cryptocoryne y Anubias, pueden sobrevivir cerca de los peces de colores, pero requieren una atención especial para que no sean arrancadas de raíz.

### En estanques

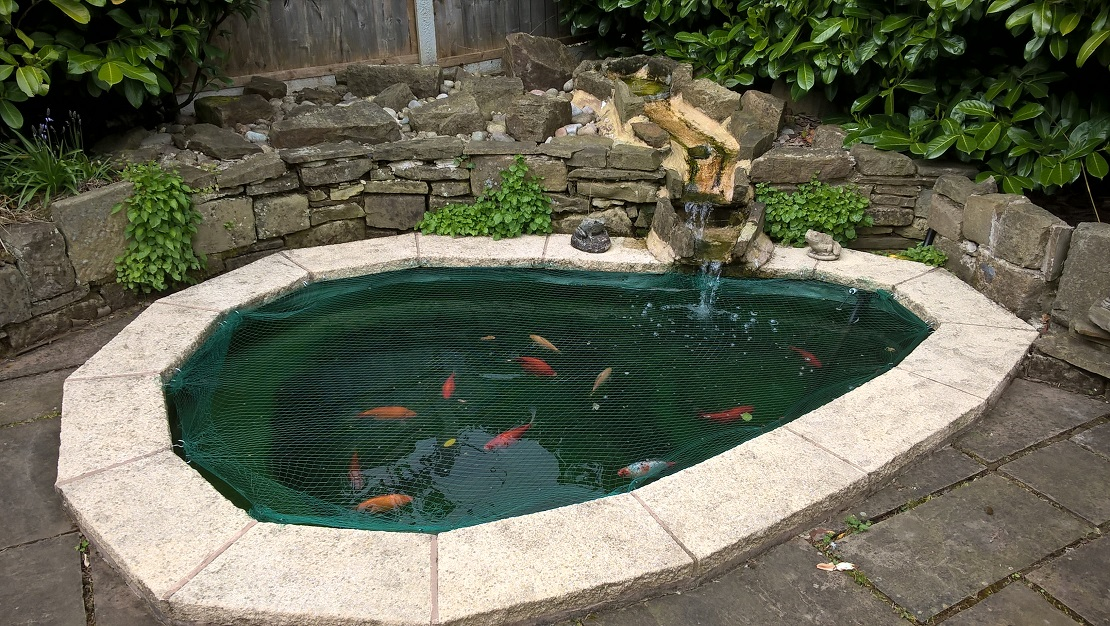
Estanque de peces de agua dulce en Bury, Greater Manchester.

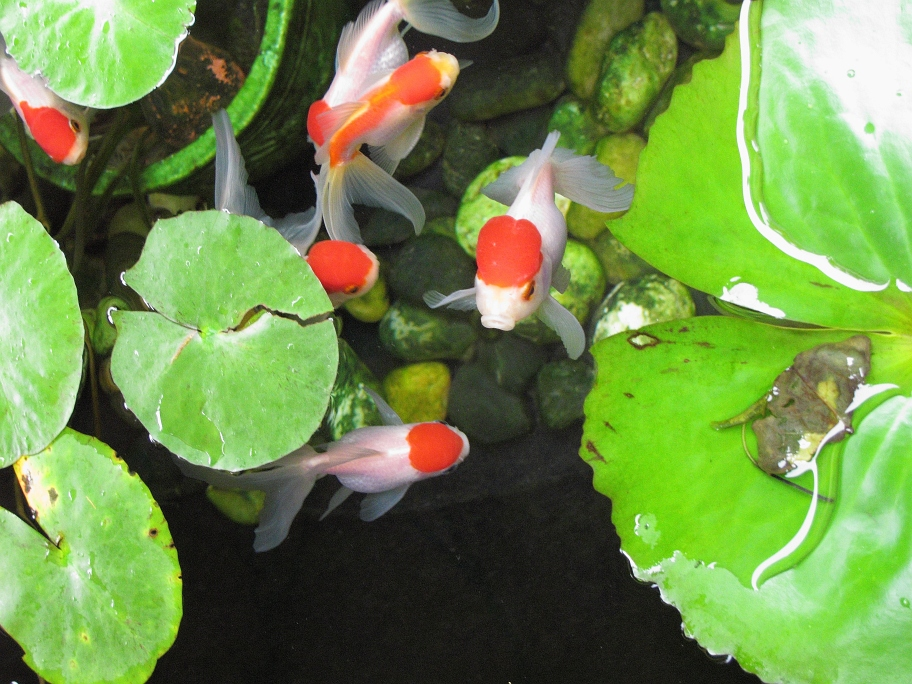
Pez dorado Oranda rojo (Wen) criado en un pequeño estanque exterior con lirios.

Los peces dorados son peces de estanque muy populares, ya que son pequeños, baratos, coloridos y muy resistentes. En un estanque exterior o en un jardín acuático, pueden incluso sobrevivir durante breves periodos si se forma hielo en la superficie, siempre que quede suficiente oxígeno en el agua y el estanque no se congele. En climas templados y subtropicales, se pueden mantener en un estanque durante todo el año los shubunkins comunes, de Londres y de Bristol, los jikin, los wakin, los cometa y algunos peces de colores más resistentes. Los peces moro, cola de velo, oranda y cabeza de león pueden mantenerse con seguridad en estanques al aire libre durante todo el año sólo en climas más tropicales y en otros lugares sólo en los meses de verano.
Entre los peces compatibles se encuentran rudd, tenca, orfe y koi, pero estos últimos requieren cuidados especializados. Los caracoles cuerno de carnero ayudan comiéndose las algas que crecen en el estanque. Sin algún tipo de control de la población animal, los estanques de carpas doradas pueden sobrepoblarse fácilmente. Peces como el orfe consumen huevos de carpa dorada.
Los estanques pequeños y grandes están bien en zonas cálidas, aunque hay que tener en cuenta que los peces de colores pueden "sobrecalentarse" en pequeños volúmenes de agua en verano en climas tropicales. En climas helados, la profundidad debe ser de al menos 80 cm para evitar la congelación. Durante el invierno, las carpas doradas se vuelven perezosas, dejan de comer y suelen quedarse en el fondo del estanque. Es normal; vuelven a estar activos en primavera. A menos que el estanque sea lo bastante grande para mantener su propio ecosistema sin interferencia humana, es importante un filtro para eliminar los desechos y mantener limpio el estanque. Las plantas son esenciales porque forman parte del sistema de filtración y sirven de alimento a los peces. Las plantas también son beneficiosas porque aumentan los niveles de oxígeno en el agua.
Al igual que sus antepasados salvajes, los peces de colores comunes y cometas, así como los shubunkin, pueden sobrevivir, e incluso prosperar, en cualquier clima que pueda soportar un estanque. En general, cuando se liberan en la naturaleza, los peces de colores se apoderan rápidamente de los cursos de agua como especie invasora.

### Alimentación

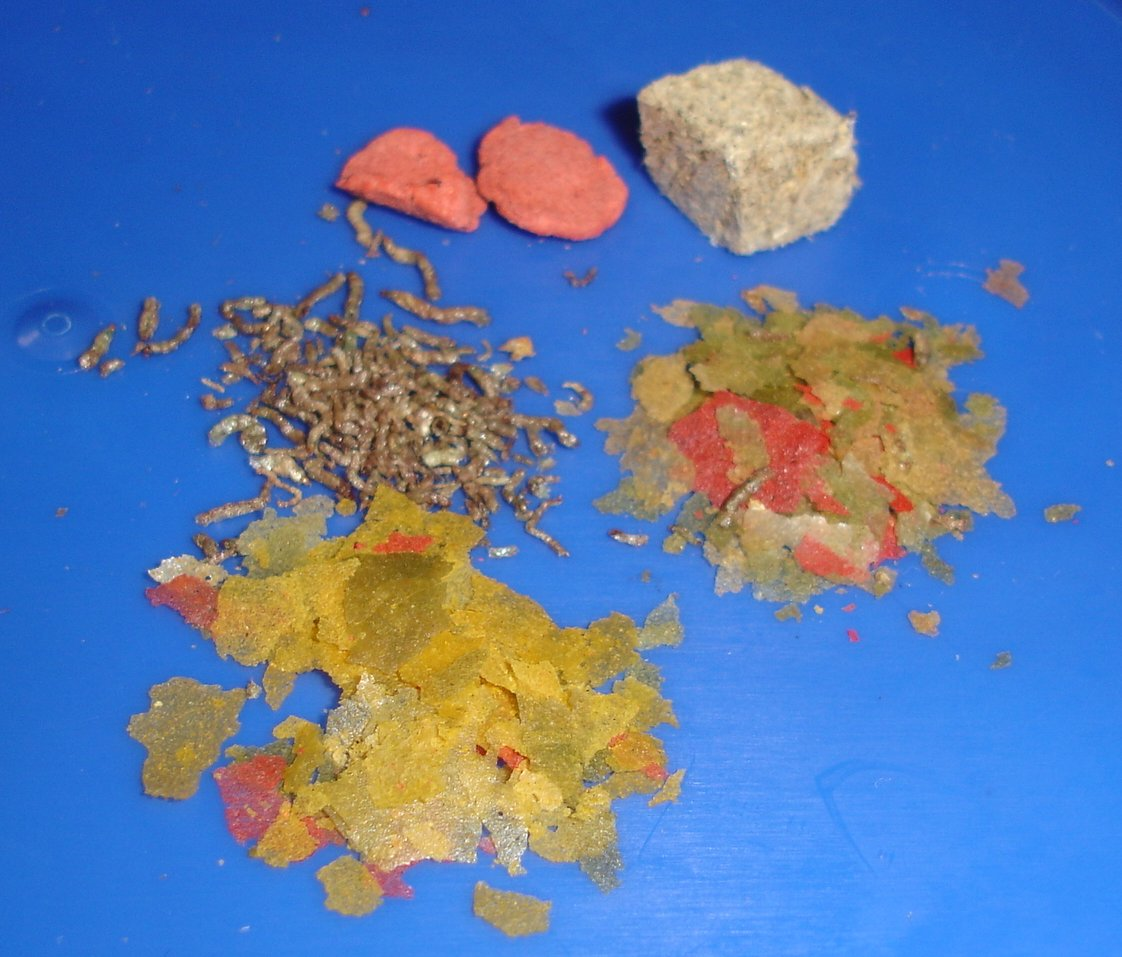
Varios tipos de comida preparada para peces.

En estado salvaje, la dieta de los peces de colores consiste en crustáceos, insectos y diversas plantas. Como la mayoría de los peces, se alimentan de forma oportunista y no dejan de comer por voluntad propia. La sobrealimentación puede ser perjudicial para su salud, normalmente por obstrucción de los intestinos. Esto ocurre con mayor frecuencia con los peces de colores criados selectivamente, que tienen un tracto intestinal enrevesado. Cuando hay un exceso de comida, producen más desechos y heces, en parte debido a la digestión incompleta de proteínas. La sobrealimentación puede diagnosticarse a veces observando las heces que salen de la cloaca del pez.
La comida específica para la carpa dorada contiene menos proteínas y más carbohidratos que la comida convencional para peces. Los aficionados pueden complementar esta dieta con guisantes sin cáscara (sin la piel exterior), verduras de hoja verde blanqueadas y gusanos de sangre. Las carpas doradas jóvenes se benefician de la adición de artemias a su dieta. Como ocurre con todos los animales, las preferencias de los peces de colores varían.

### Para el control de mosquitos
Al igual que otros peces de acuario muy conocidos, como el guppy y el pez mosquito, los peces de colores (y otras carpas) se añaden con frecuencia a masas de agua estancada en un intento de reducir las poblaciones de mosquito, que propagan vectores de enfermedades tales como el virus del Nilo Occidental, la malaria y el Dengue. Sin embargo, introducir peces de colores ha tenido a menudo consecuencias negativas para los ecosistemas locales, y su eficacia como control de plagas nunca se ha comparado con la de los peces autóctonos.

### Mercado
El mercado de peces de colores vivos y otras carpas cruciformes importadas habitualmente de China fue de 1,2 millones de dólares en 2018. Algunas variedades de alta calidad cuestan entre 125 y 300 dólares.

## Subespecies
- Carassius auratus auratus - carpa dorada